# 앤서니 스타크
앤서니 스타크(영어: Anthony Starke, 1963년 6월 6일 ~ )는 미국의 배우이다.
시러큐스에서 태어났다.

## 출연 작품

### 영화
- 18 어게인 (1988)
- 토마토 대소동 2 (1988)
- 007 살인면허 (1989)
- 리포제스트 (1990)
- 탈주자 (1993) - 빌리 역
- 인퍼노 (1998, Inferno)
- 미트 마이 발렌타인 (2015, Meet My Valentine)

### 텔레비전
- 프리즌 브레이크 (2005)
- CSI: 과학수사대 (2009)
- 메이크 잇 오어 브레이크 잇 (2009-12) - 스티브 태너 역